# 마이클 스티븐스

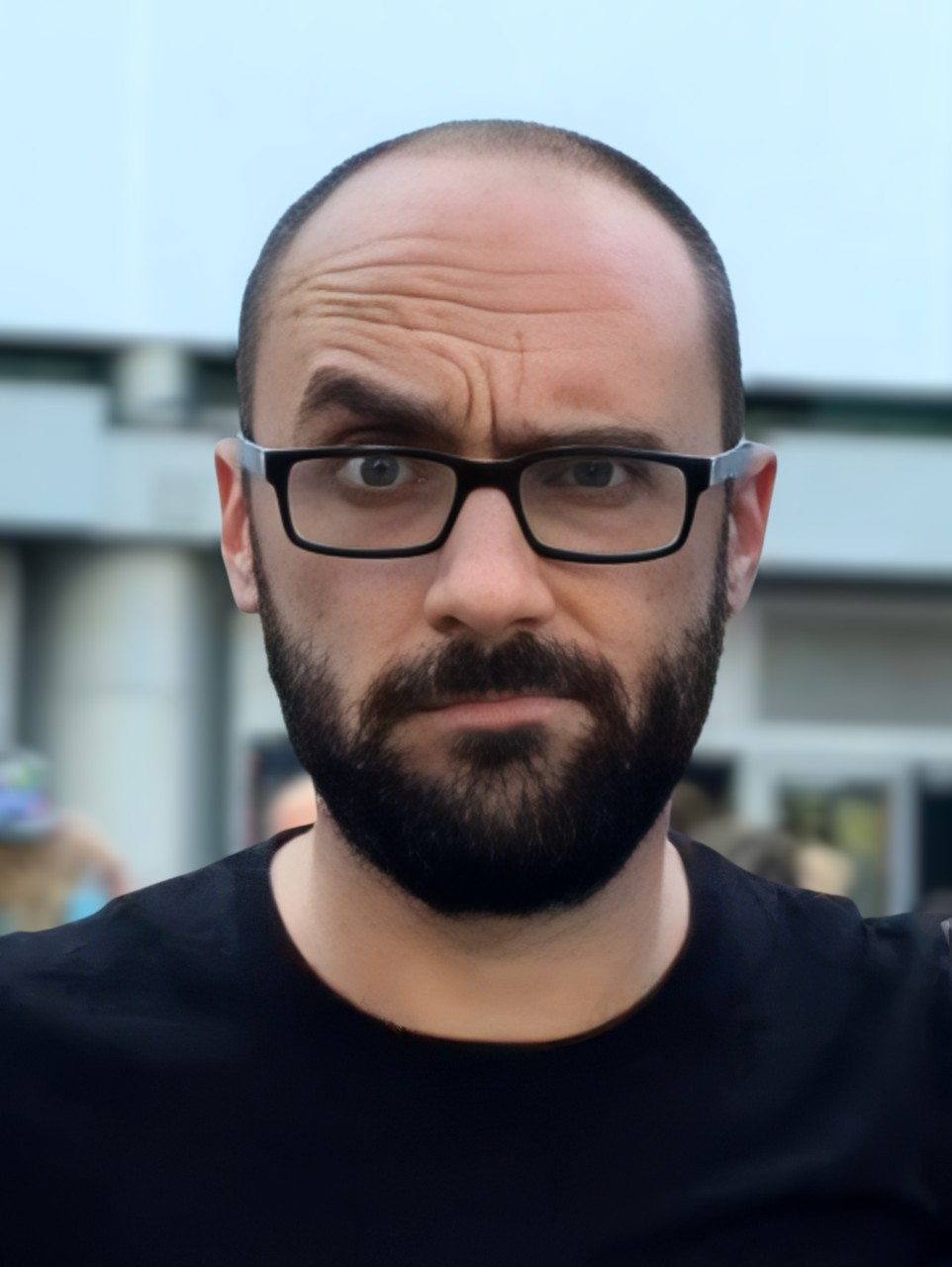
2016년 모습

마이클 스티븐스(Michael Stevens, 본명: 마이클 데이비드 스티븐스, Michael David Stevens, 1986년 1월 23일 ~ )는 교육 유튜브 채널 Vsauce를 만들고 호스팅하는 것으로 가장 잘 알려진 미국의 교육자, 대중 연설가, 연예인 및 편집자이다. 그의 채널은 교육 시리즈인 DOT가 인기를 끌면서 과학, 철학, 문화 및 환상에 대한 설명을 포괄하는 Vsauce가 집중을 받을 때까지 비디오 게임 관련 콘텐츠를 공개했다.
Vsauce의 호스트로서 스티븐스는 가장 성공적인 유튜버(구독자 2천만 명 이상, 조회수 35억 명 이상) 중 한 명일 뿐만 아니라 인터넷을 기반으로 한 과학 및 교육 대중화의 선도적인 인물이 되었다. 2017년에는 전국 교육 무대 투어 '브레인 캔디 라이브! 아담 새비지와 함께 유튜브 프리미엄 시리즈 '마인드 필드'를 제작해 주연을 맡았다.